# Yory Boy Campas
Yory Boy Campas, de son vrai nom Luis Ramón Campas, est un boxeur mexicain né le 6 août 1971 à Navojoa.

## Carrière
Passé professionnel en 1987, il devient champion du Mexique puis champion d'Amérique du Nord NABF des poids welters en 1991 et 1992. Battu une première fois en championnat du monde par Felix Trinidad en 1994, il relance sa carrière en s'emparant l'année suivante du titre NABO dans la catégorie super-welters puis en poids welters avant à nouveau d'échouer face au champion du monde WBO Jose Luis Lopez le 6 octobre 1996.
Campas se tourne alors vers la ceinture IBF des super-welters détenue par Raúl Márquez. Sa troisième tentative est la bonne : il s'impose le 6 décembre 1997 par arrêt de l’arbitre au 8e round. Le boxeur mexicain domine ensuite Anthony Stephens, Pedro Ortega et Larry Barnes mais cède finalement face à Fernando Vargas le 12 décembre 1998. Malgré cette défaite, il continue à boxer et il remporte ainsi en 2012 son 100e combat professionnel.